# Día de las Naciones Unidas
El Día de las Naciones Unidas es una jornada que se celebra el 24 de octubre desde 1948, promovida al entrar en vigor en 1945 la Carta de las Naciones Unidas.

## Proclamación
El Día de las Naciones Unidas fue proclamado el 31 de octubre de 1947 para conmemorar la entrada en vigor de la Carta de las Naciones Unidas en 1945. Este documento fundacional, ratificado por la mayoría de sus firmantes, incluidos los cinco miembros permanentes del Consejo de Seguridad (China, Francia, la Unión Soviética, el Reino Unido y los Estados Unidos), marcó el nacimiento oficial de la organización. La ONU fue creada con el objetivo de mantener la paz y la seguridad internacionales, fomentar relaciones de amistad entre las naciones, promover el progreso social, mejores niveles de vida y los derechos humanos. En 1971, la Asamblea General de Naciones Unidas recomendó que el día se observe por los Estados miembros como un día festivo.

## Celebración
Este día se celebra anualmente el 24 de octubre, ya que es la fecha de fundación de las Naciones Unidas. La primera celebración oficial tuvo lugar en 1948. Durante esta jornada, se llevan a cabo diversas actividades y eventos en todo el mundo, incluyendo ceremonias oficiales, conferencias, y programas educativos para aumentar la comprensión y el apoyo hacia el trabajo desarrollado por la organización. También se promueven acciones de voluntariado y actividades que reflejan los objetivos de la organización, como campañas de paz, derechos humanos y desarrollo sostenible.